# اجارا ۲
اجارا ۲ (به لاتین: Adjarra II) یک منطقهٔ مسکونی در بنین است که در استان اومه واقع شده‌است.

## خصوصیات
اجارا ۲ ۷٬۶۰۴ نفر جمعیت دارد.